# 국도 제33호선 (일본)

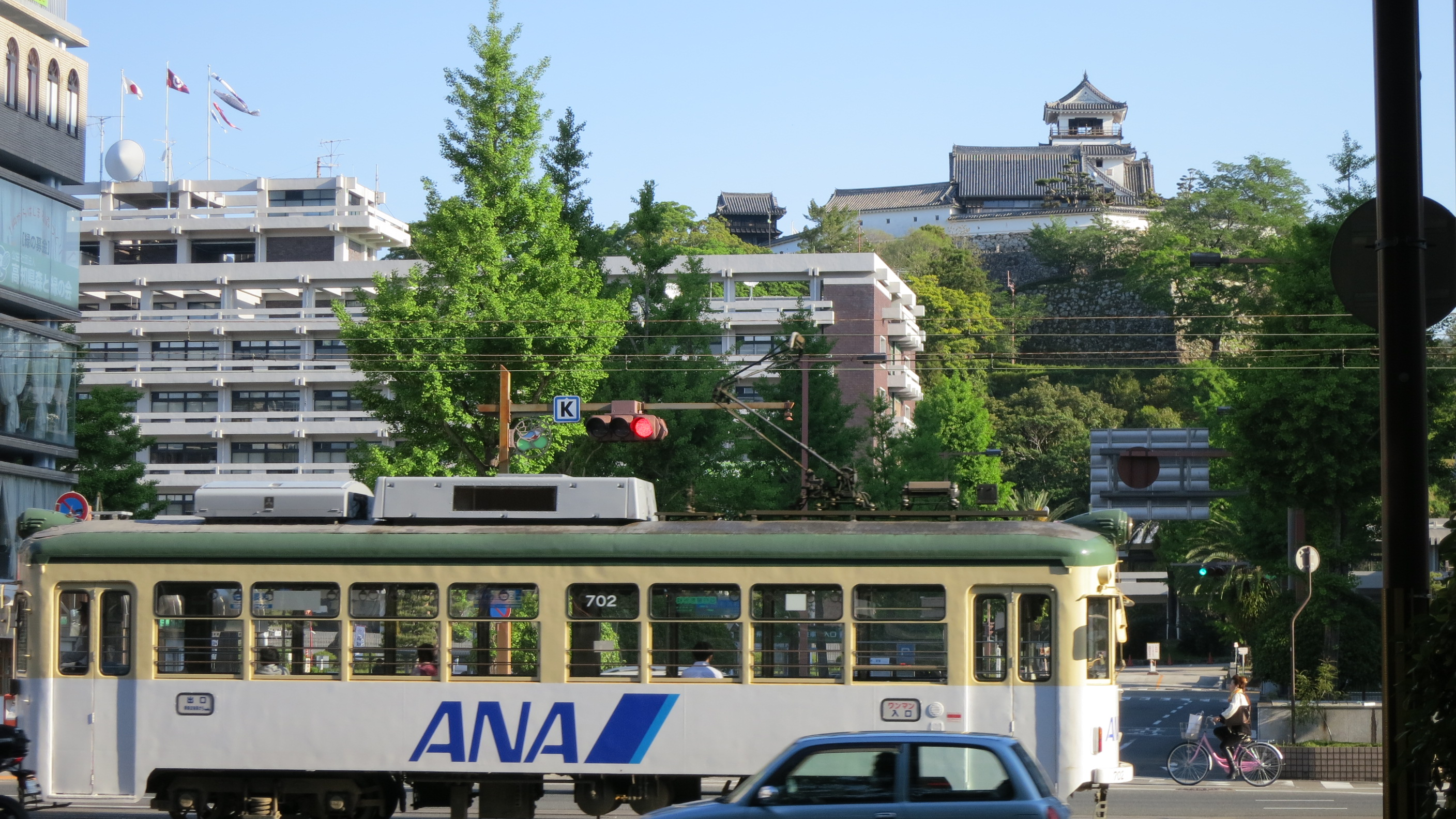
33번 국도의 기점인 고치시 일대 전경.

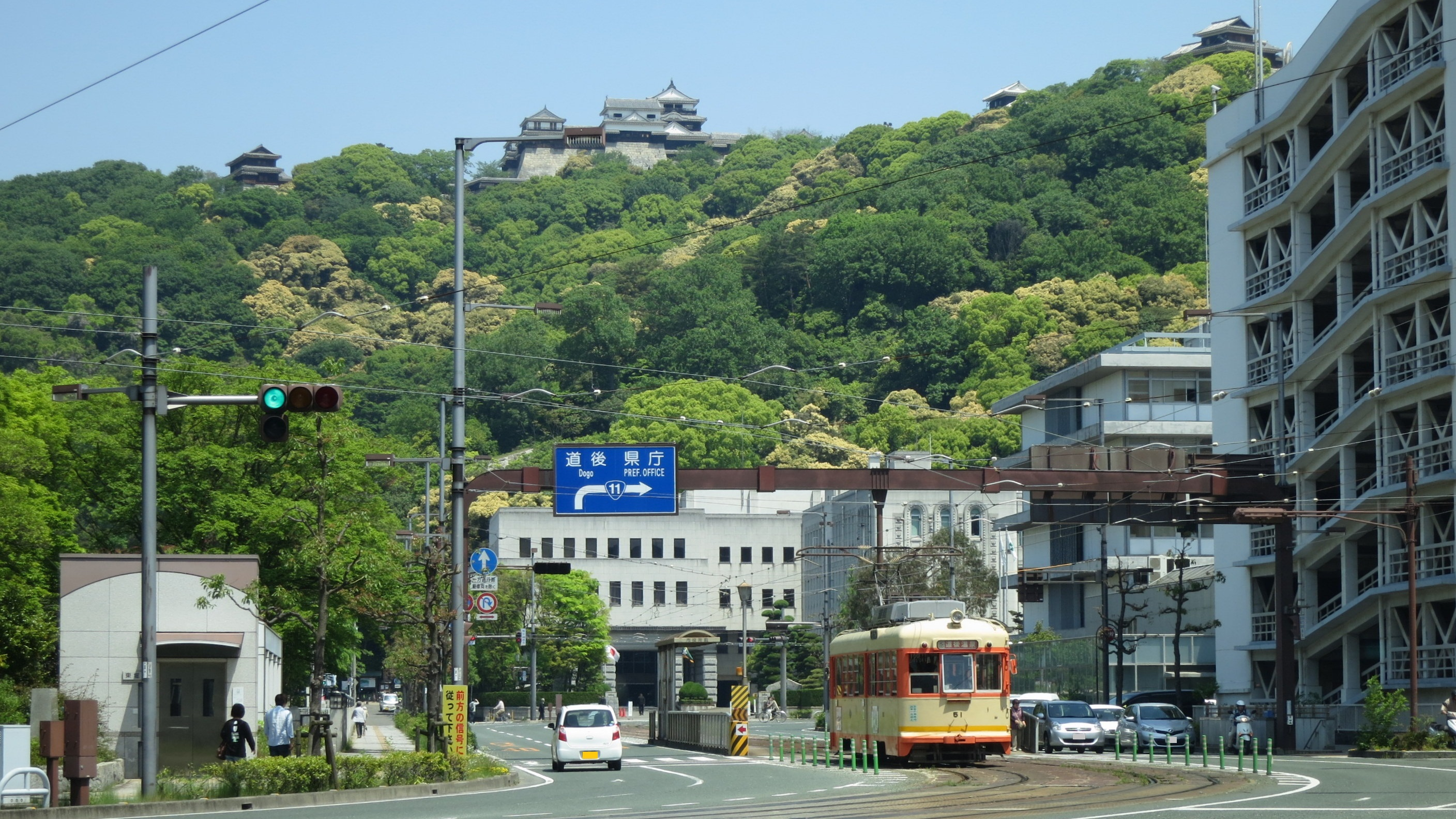
33번 국도의 종점인 마쓰야마시 일대 전경.

국도 제33호선(일본어: 国道33号)은 고치현 고치시에서 출발, 시코쿠 산지의 일대를 거쳐 에히메현 마쓰야마시까지 이어주는 일반 국도이다. 그러나 이 도로의 실제 연장은 124.1 km, 현도는 115.3 km로 나와 있다.

## 경유하는 지자체
- 고치현 : 고치시 - 아가와군 이노정 - 다카오카군 (히다카촌 - 사카와정 - 오치정) - 아가와군 니요도가와정
- 에히메현 : 가미우케나군 구마코겐정 - 이요군 도베정 - 마쓰야마시

## 주요 교차도로

### 자동차도
- 고치 자동차도 : 이노 나들목
- 마쓰야마 자동차도 : 마쓰야마 나들목

### 일반 국도
- 국도 제32호선
- 국도 제194호선
- 국도 제494호선
- 국도 제439호선
- 국도 제440호선
- 국도 제380호선
- 국도 제379호선
- 국도 제11호선
- 국도 제317호선
- 국도 제56호선

## 갤러리

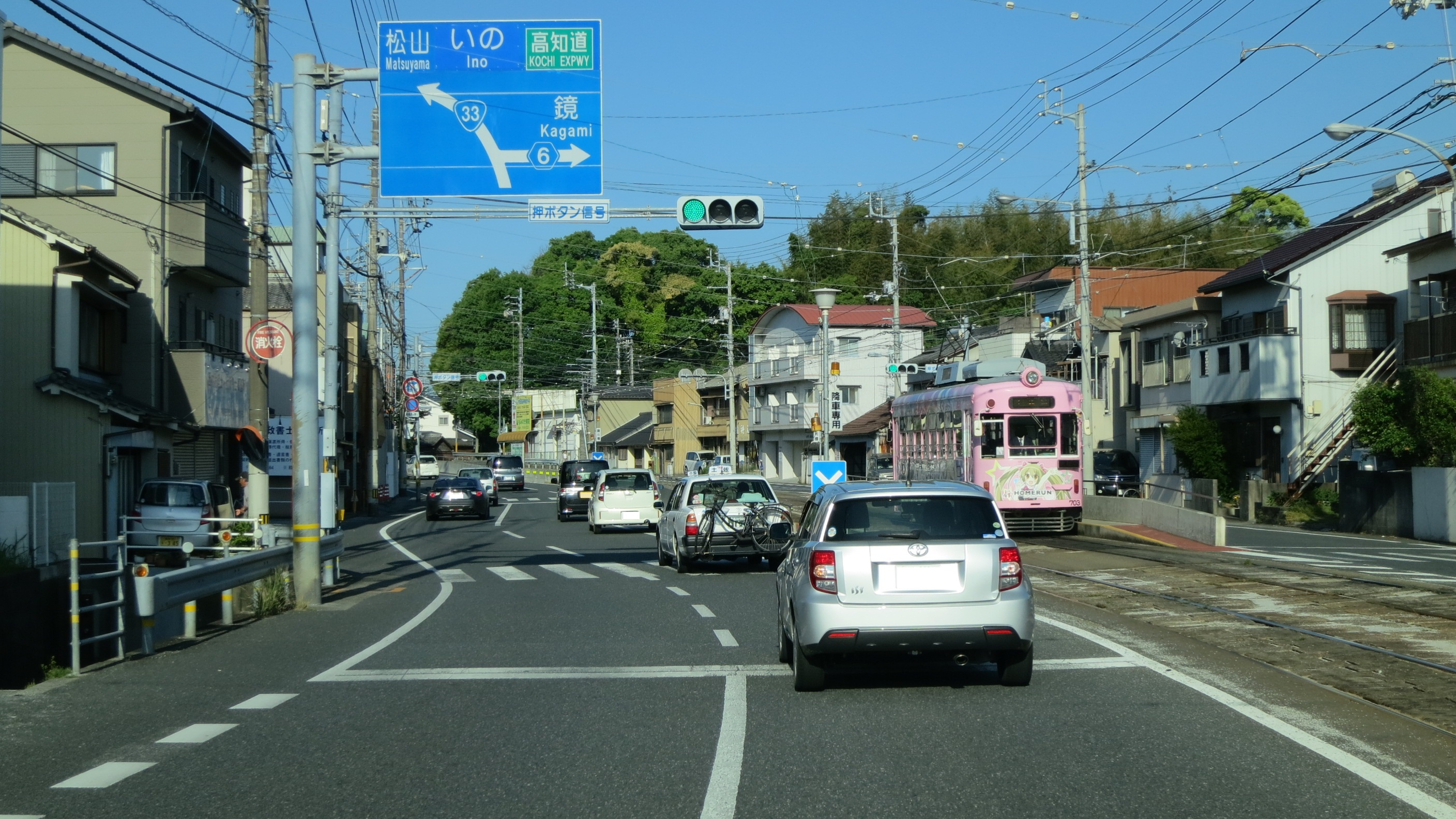
고치시내 일대의 33번 국도
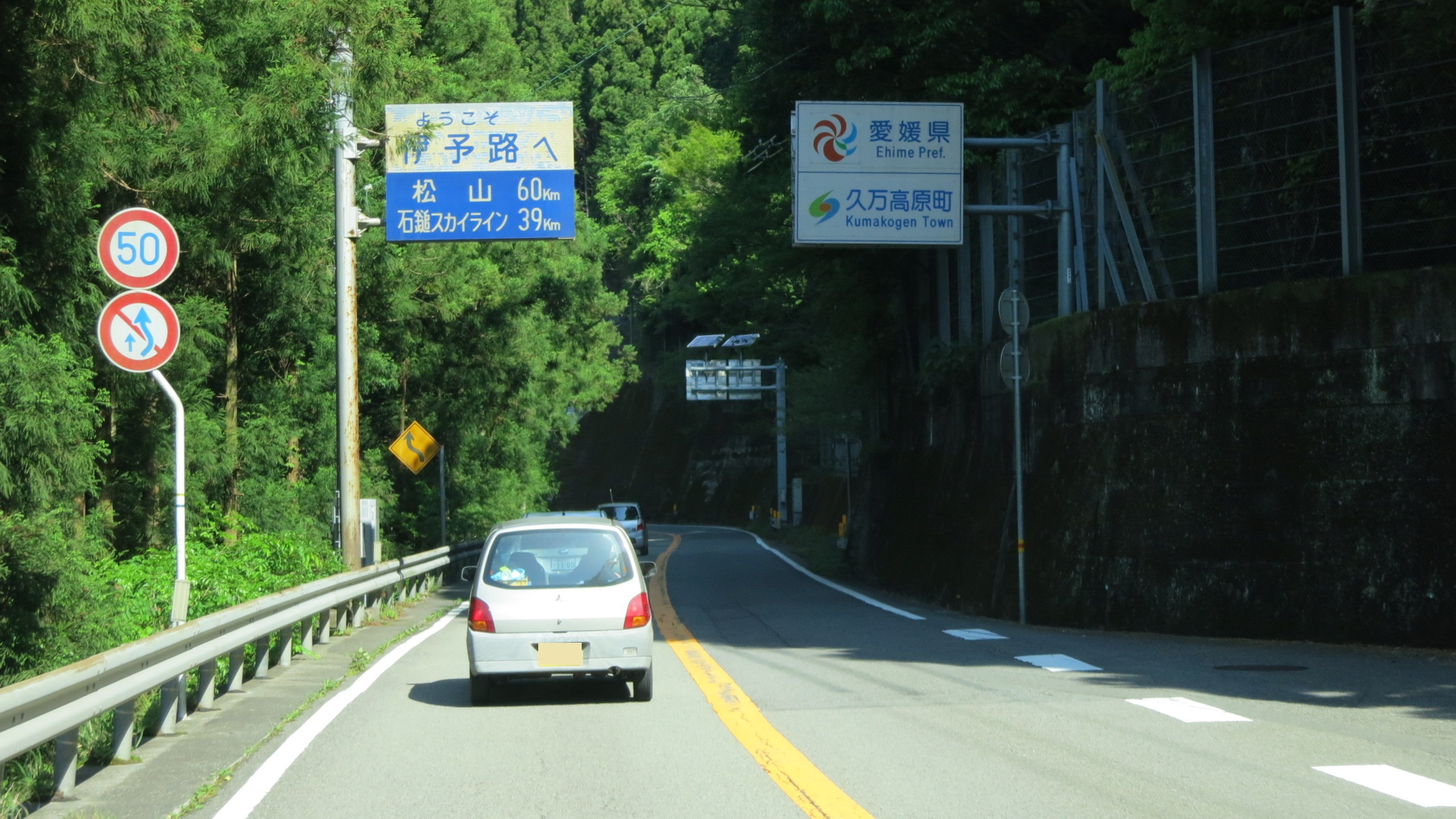
에히메현의 경계지점 관련 표지판 2015년 5월 촬영
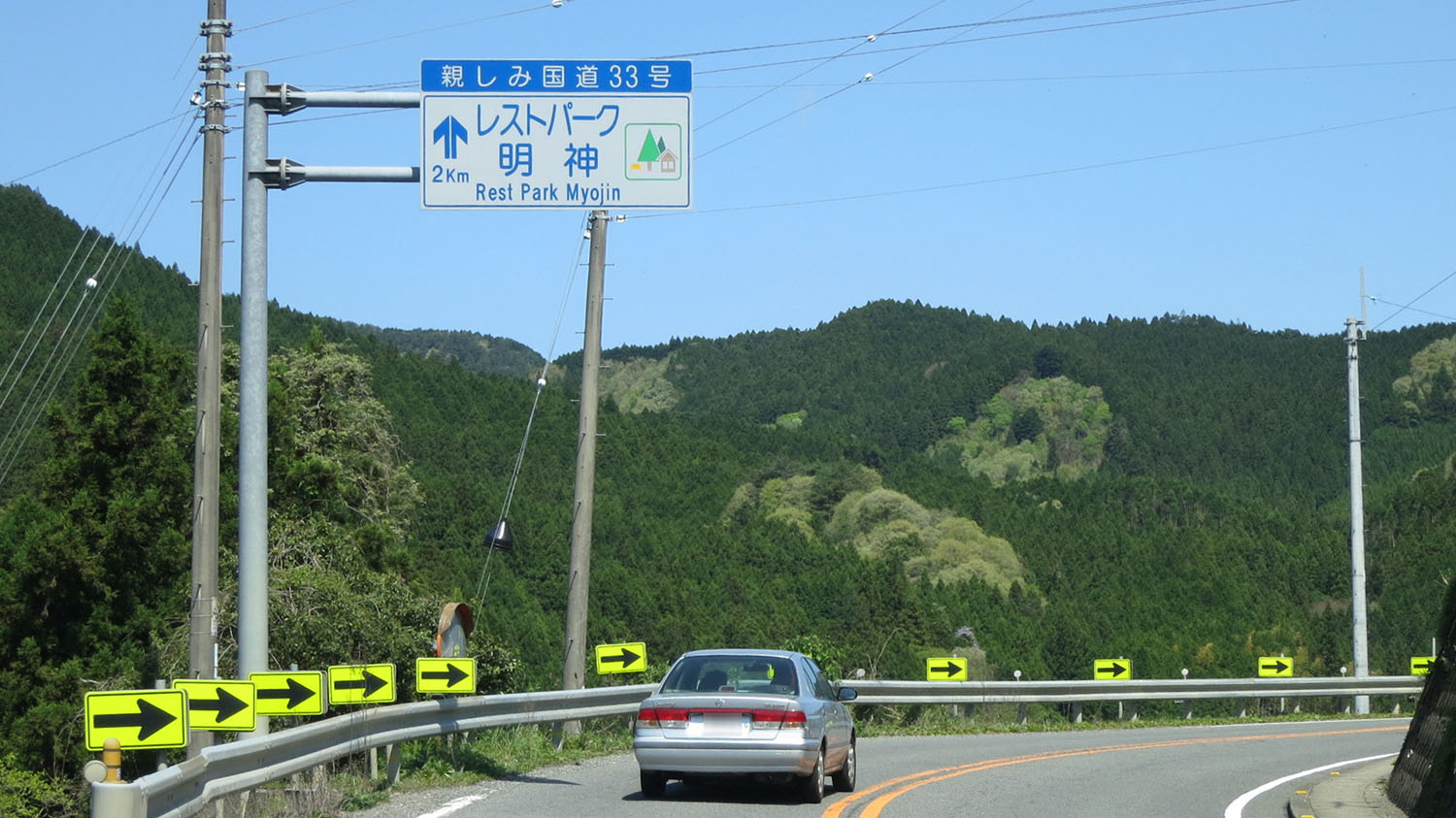
에히메현 가미우케나군 구마노켄정 인근 지역
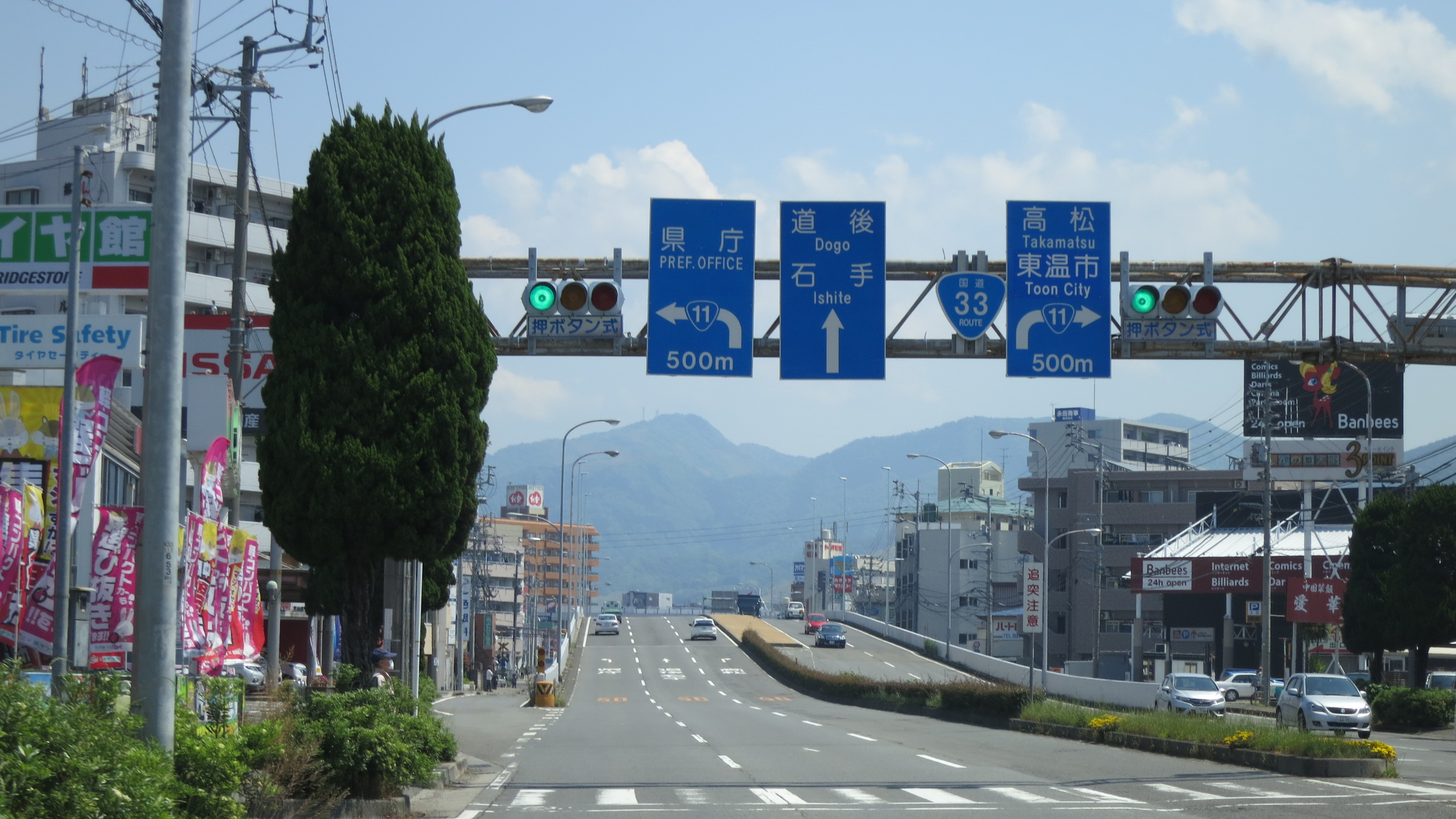
11번 국도와 합류하는 지점, 이 일대가 중복 구간이다.